# Zorka Marić
Predefinição:Инфокутија биографија
Zorka Marić ( Ruma, 1883 – Novi Sad, 1938 ) foi uma ativista social sérvia e irmã dos cientistas Mileva Marić e Miloš Marić .    

## Biografia
Zorka Marić nasceu em Ruma, filha de Marija Ružić e Miloš Marić. A mãe era nascida de uma família rica de Titel e o pai era um oficial subalterno do exército austro-húngaro de Kać. Era a segunda de três filhos, sendo seus irmãos Mileva Marić e Miloš Marić.
Em Ruma, onde os Marić viveram por mais de quatorze anos, o pai da família trabalhou como escrivão. Zorka foi educada em sua cidade natal, mas também em Zagreb, Novi Sad, Praga e Zurique, onde estudou biologia em meio período.   
Em 1900, viajou para Zurique com sua irmã Mileva, a quem era muito ligada, para aprimorar o idioma alemão. Está registrado que o marido de Mileva , Albert Einstein, frequentemente convidava Zorka para ir até o pequeno apartamento deles, o que ela fez inúmeras vezes. Quando o casamento dos Einstein entrou em crise, Zorka ficou em Zurique para ficar com a irmã, e cuidar de seus dois sobrinhos, Hans Albert e Eduard Einstein.  
Desde 1906 Ela era um membro ativo da Cooperativa de Caridade "Srpkinja Novosatkinja", uma associação nacional e educacional humanitária de mulheres de Novi Sad. 
Assim como sua irmã, Zorka Marić possuía uma perna coxa, decorrente de seu nascimento via parto natural, o que ocasionava constantes passos em falso.
Ela era a mais musical de todos os Marić, tocava piano e falava húngaro e alemão fluentemente. 
Zorka não se casou nos anos seguintes a sua graduação.
Durante o período da Primeira Guerra Mundial ( 1914 - 1918 ), Zorka passou por um abuso sexual por parte dos militares em guerra, em uma igreja em Rijeka, hoje na Croácia, em 1916; gerando um gatilho para seus futuros casos de esquizofrenia e fobia social.
Zorka foi internada no hospital psiquiátrico Burghölzli - posteriormente, seu sobrinho, Eduard Einstein, também seria colocado no mesmo local. Marić se tornou uma pessoa agressiva a qualquer ser humano que chegasse perto, exceto por sua irmã, Mileva.
Fora do hospital, Zorka passou a ser cuidada por sua mãe. Desenvolvendo compulsões por gatos, chegando a ter 12 segundo algumas fontes, e por bebidas alcoólicas.
Algumas fofocas da época afirmam que, uma vez, durante um surto psicótico, Zorka chegou a tacar fogo em uma grande parte do dinheiro da família.
Sua morte é desconhecida. 

## Galeria

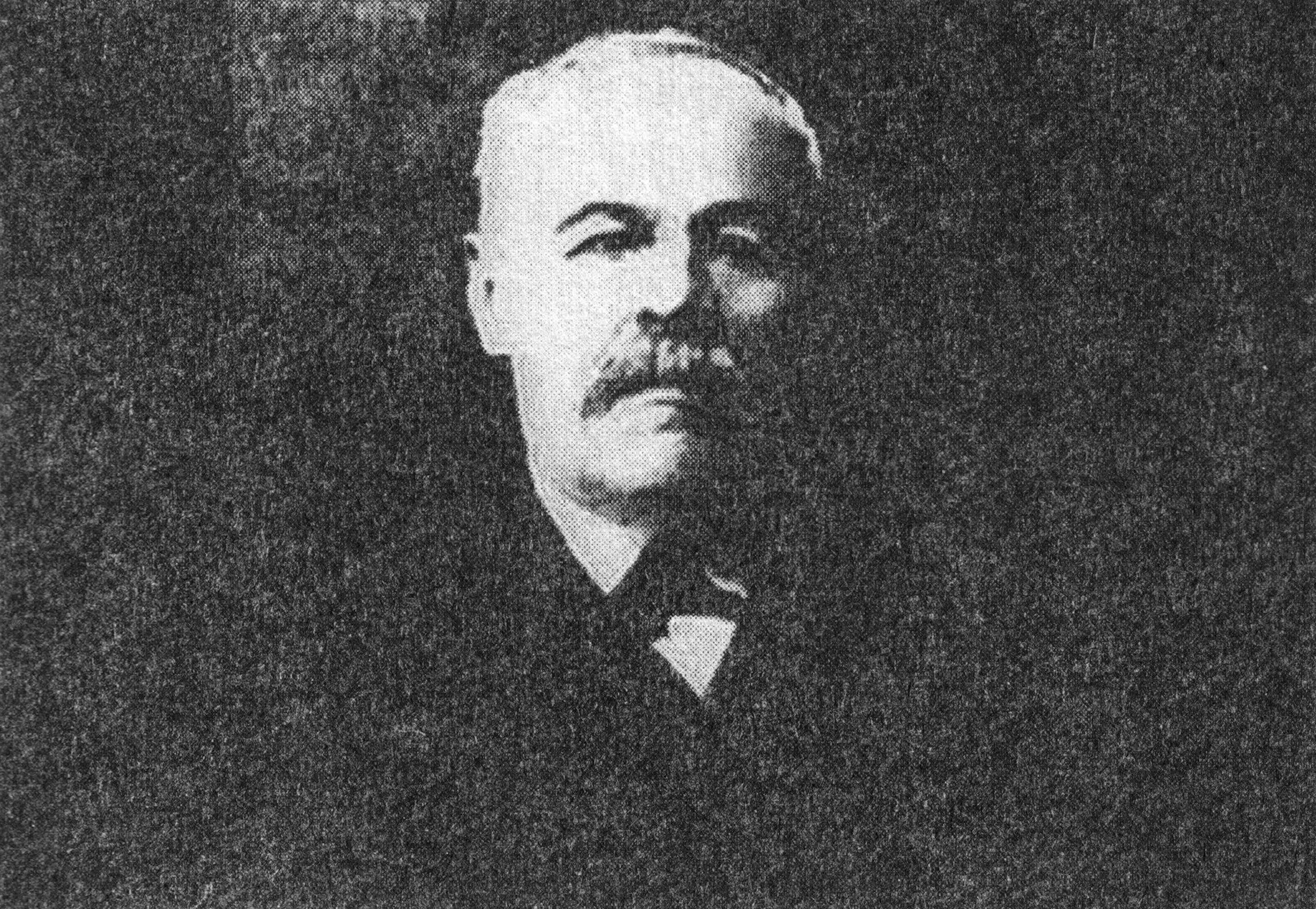
Milos Marić, pai de Zorka Marić.
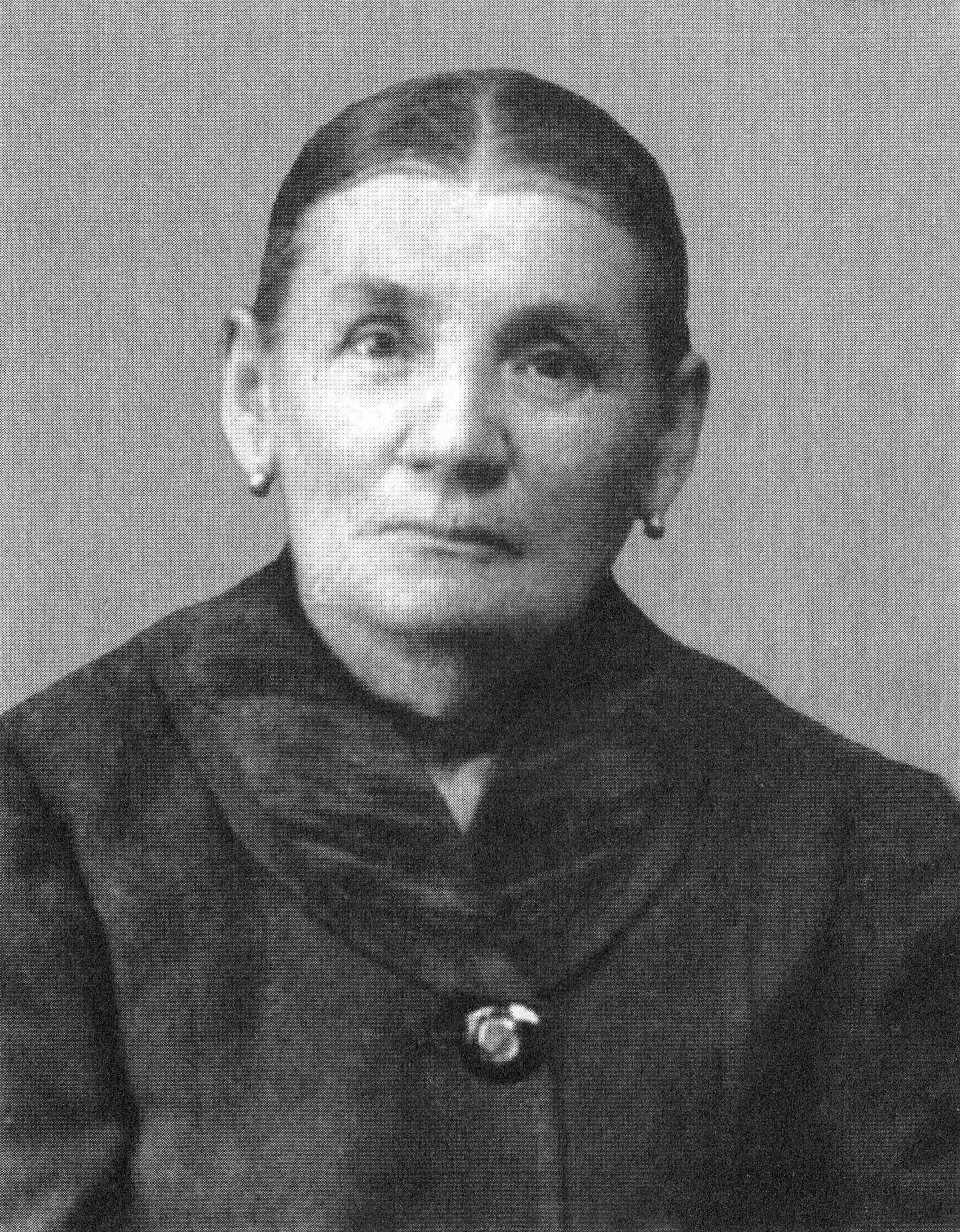
Marija Marić (nascida Ružić), mãe de Zorka Marić.Mileva e seu filho Hans Albert, juntamente com seus irmãos, Milos e Zorka, com a mãe Marija ao lado.Zorka, Mileva e Milos.
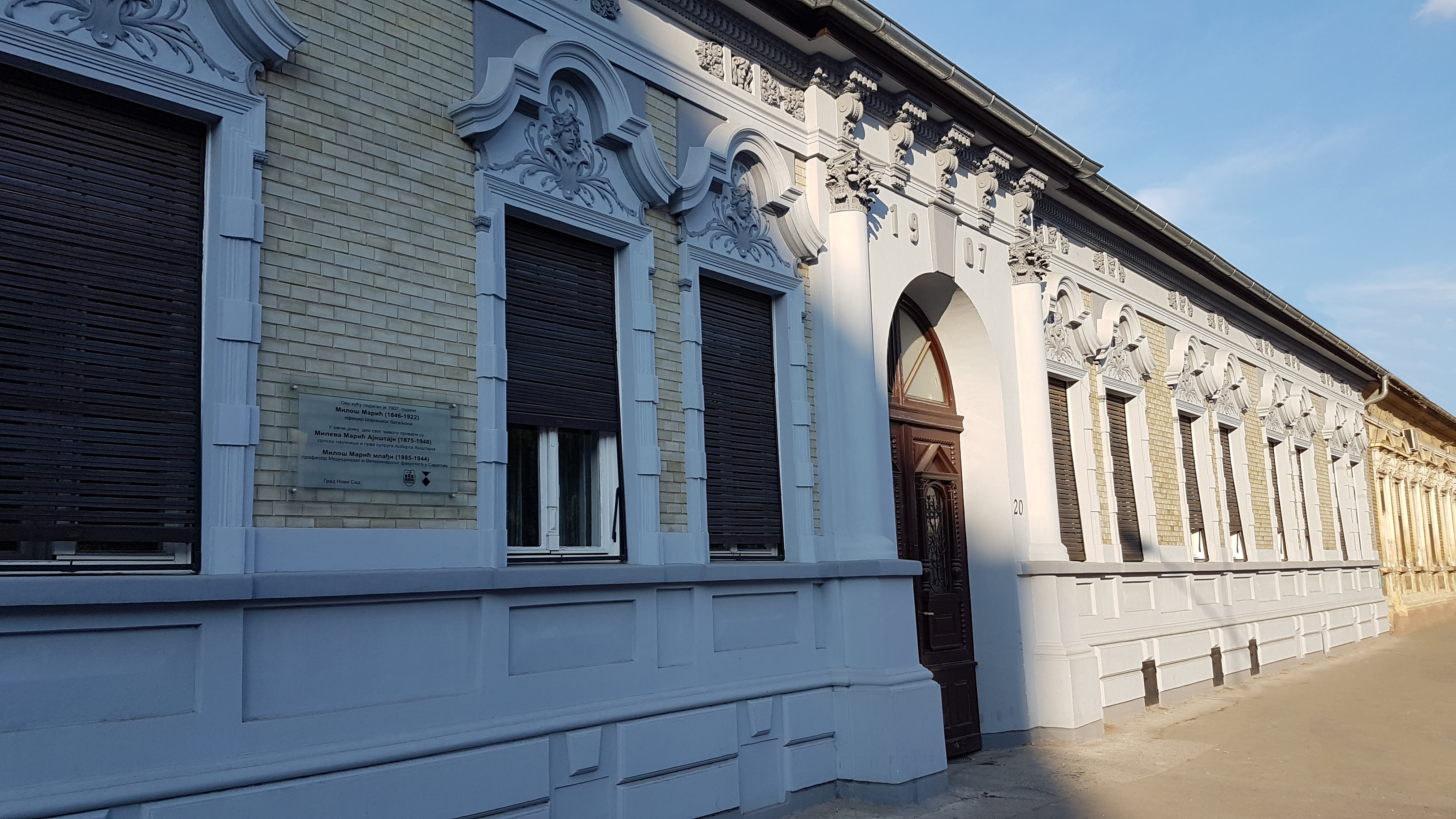
Casa da família Marić em Novi Sad.

## Ver mais
- Mileva Maric
- Albert Einstein
- Hans Albert Einstein